# Ramsey Ameen
Ramsey Ameen (* 24. August 1945 in New York City; † 23. Juli 2019) war ein US-amerikanischer Mathematiker und Jazzmusiker (Geige).

## Leben und Wirken
Ameen wuchs in der Bronx auf, wo er die Bronx High School of Science besuchte und anschließend Mathematik studierte. 1963 wurde er mit dem  Westinghouse Science Talent Search Honors Group Award ausgezeichnet. Während seines gesamten Lebens war Ameen im Hauptberuf Mathematiker, Lehrer, Computertechniker und Softwareprogrammierer; daneben betätigte er sich als Musiker und Komponist. Von 1978 bis 1981 tourte er mit der Cecil Taylor Unit durch die USA und Europa und spielte dort Jazzvioline, als Solist zu hören in dem in der Liederhalle Stuttgart entstandenen Livealbum One Too Many Salty Swift and Not Goodbye (HatHut Records). Der Kritiker Gary Giddins schrieb Mitte der 1980er-Jahre: „Die Anwesenheit von Ramsey Ameens Violine bringt eine neue Textur in die Unit, erinnert aber auch an die Rolle, die Alan Silvas Arco-Bass in den 60er Jahren gespielt hat.“ Neben dem Ensemble von Cecil Taylor arbeitete er ab 1976 auch mit William Parker und Richard Dunbar (Running Buddies). Im Bereich des Jazz war er zwischen 1976 und 1982 an zehn Aufnahmesessions beteiligt.
Ameen studierte in dieser Zeit Mathematik, Musik und Pädagogik. Nach seinem Bachelor-Abschluss in Mathematik am Excelsior College / SUNY im Jahr 1983 begann er eine Karriere in der Informationstechnologie. Als Präsident der Resolution Corp., die er 1988 gründete, baute Ramsey Computer-Netzwerksysteme für Schulen, Kirchen und Unternehmen im Norden von New Jersey. In den Sommermonaten entwarf und unterrichtete Ramsey seinen eigenen Mathematik- und Musikkurs für das Montclair Gifted and Talented Youth Program.
Er lebte in New York City, Massachusetts und Hoboken, bevor er 1984, ein Jahr nach seiner Heirat, mit seiner Frau Mary nach Wanaque zog. 2006 trat er noch im Trio mit Lester St. Louis (Cello) und Jorge Sylvester (Altsaxophon) auf.

## Diskographische Hinweise
- William Parker: Dawn Voice – Centering Dance Music Ensemble 1976 (NoBusiness Records, ed. 2012)
- The Cecil Taylor Unit  (New World, 1978)
- The Cecil Taylor Unit: Live in the Black Forest (MPS, 1978)
- Cecil Taylor: It Is in the Brewing Luminous (HatHut, 1980)
- Richard Dunbar: Running Buddies, Vol. 1 & 2 (Jahari, 1982)